# Revest-du-Bion

Revest-Saint-Martin este o comună în departamentul Alpes-de-Haute-Provence din sud-estul Franței. În 1 ianuarie 2022 avea o populație de 487 de locuitori.